# Jovanny Bolívar
Jovanny David Bolívar Alvarado (Acarigua, Venezuela; 16 de diciembre de 2001) es un futbolista venezolano que juega de delantero. Su equipo actual es La Equidad de la Categoría Primera A de Colombia.

## Carrera
Debutó con el Deportivo La Guaira en enero de 2019. El 9 de marzo de 2021, Bolívar se unió al DC United cedido por un año con opción a una transferencia permanente. Más tarde fue cedido nuevamente al equipo de reserva de DC United, Loudoun United. Bolívar anotó su primer gol con Loudoun el 29 de mayo de 2021, asegurando una victoria por 1-0 sobre New Mexico United.
El 11 de enero de 2023, Bolívar firmó un contrato de cinco años y medio con el Albacete Balompié de Segunda División de España.
El 1 de septiembre de 2023, firma por la SD Huesca de la Segunda División de España, cedido por el Albacete Balompié.

## Estadísticas
- Actualizado el 5 de julio del 2025.

| Club                      | País           | Año       | Partidos | Goles | Asist |
| ------------------------- | -------------- | --------- | -------- | ----- | ----- |
| Deportivo La Guaira F.C   | Venezuela      | 2022-2023 | 71       | 22    | 2     |
| D. C. United              | Estados Unidos | 2021      | 0        | 0     | 0     |
| Loudoun United FC         | Estados Unidos | 2021      | 19       | 6     | 1     |
| Albacete Balompié         | España         | 2022-2023 | 9        | 1     | 1     |
| Sociedad Deportiva Huesca | España         | 2022-2023 | 19       | 0     | 0     |
| FC Kolos Kovalivka        | Ucrania        | 2024-2025 | 20       | 3     | 2     |
| Total                     | Total          | Total     | 138      | 32    | 6     |

### Selección Nacional
| País     | Año   | Partidos | Goles | Asist |
| -------- | ----- | -------- | ----- | ----- |
| SUB23    | 2024  | 7        | 3     | 0     |
| Absoluta | 2025  | 1        | 0     | 0     |
| Total    | Total | 8        | 3     | 0     |